# シロツルタケ
シロツルタケ（白鶴茸、学名: Amanita vaginata var. alba）とはテングタケ科テングタケ属の中型のキノコ（菌類）の一種。別名ユキツルタケ。

## 特徴
夏から秋に、アカマツなどの針葉樹林や、クヌギ・コナラなどの広葉樹林の樹下に発生する。
子実体は傘と柄からなる。傘は白色で、縁には明瞭に条線がある。傘の表面にはときどき膜片（ツボの破片）をつける個体もある。ヒダは白色。柄も白色で、表面はときどき鱗片状になる。柄の途中にツバはなく、柄の基部に膜質でサヤ状のツボがある。
基本的な形態はツルタケやカバイロツルタケと同じであるが、色が真っ白な点が異なる。
この種はツルタケの変種として扱われるが、別種とみなされることもある。ツルタケなどに比べると本種は見つかることは少ない。

## 食毒性
普通に食用とする文献や食不適・あるいは猛毒とする文献など様々なので実質的に食毒不明種として扱われている。そのため詳しいことは明らかになっておらず、ドクツルタケやシロタマゴテングタケなど致命的な猛毒種と似ているので食用にするのは推奨されない。毒成分については未だ不明とされ、胃腸系と神経系の中毒を起こすといわれている。
この2種とは傘の条線の有無と茎につばがあるかで区別が可能であるが、上記2種もつばが取れると区別が難しくなるので注意が必要である。